# Гюлер, Муаммер
Муаммер Гюлер (тур. Muammer Güler; род. 21 марта 1949, Мардин) — турецкий политик.

## Биография
Окончил школу в Анкаре, затем в 1972 году юридический факультет Анкарского университета.
29 января 2002 года был назначен губернатором ила Кайсери. 16 сентября 1993 года был назначен губернатором ила Нигде. С 6 июля 1994 по 28 июля 2000 года являлся губернатором ила Газиантеп. С 17 февраля 2003 по 31 марта 2010 года являлся губернатором ила Стамбул. С 12 мая 2010 по 7 марта 2011 года занимал должность руководителя Отдела общественного порядка и безопасности — подразделения министерства внутренних дел Турции, занимающегося контрразведкой и борьбой с терроризмом. 24 января 2013 года был назначен министром внутренних дел.
17 декабря 2013 года сын Муаммера Гюлера, Барыш Гюлер, был арестован по обвинению в коррупции. 25 декабря того же года Муаммер Гюлер подал в отставку вместе с министрами Зафером Чаглаяном и Эрдоганом Байрактаром, сыновьям которых также были предъявлены обвинения в коррупции.

## Личная жизнь
- Женился в 1977 году. Жена — учительница математики. Двое детей, мальчик и девочка.